# Huuki

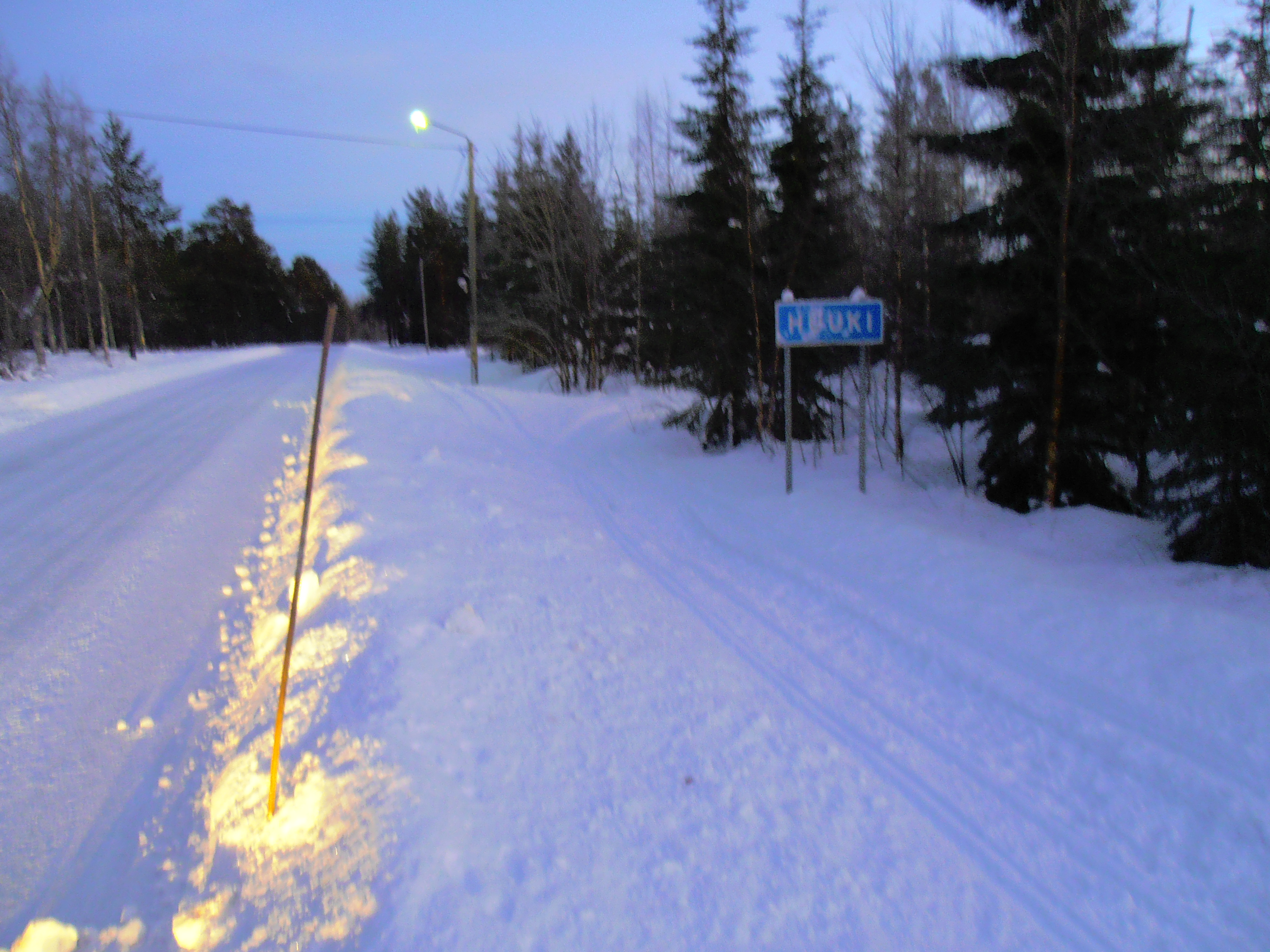
Snötäckt infartsväg till Huuki.
Fotot taget i december 2015.

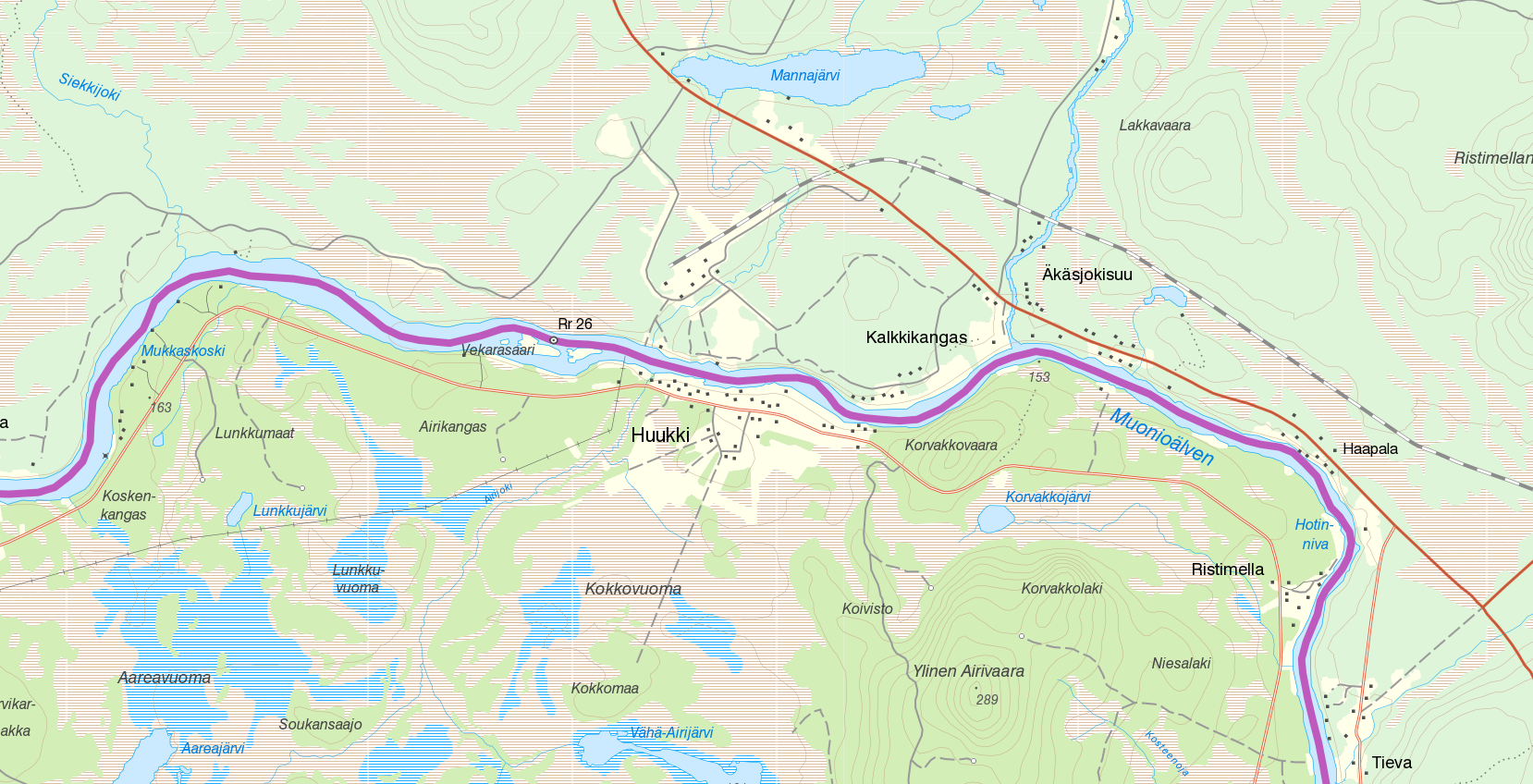
Karta över Huuki.

Huuki (även stavat Huukki) är en ort i Pajala kommun, Norrbottens län, belägen på södra stranden av Muonioälven, intill gränsen till Finland. Vägen mot Huuki från riksväg 99 heter länsväg 403. Mellan Huuki och Sahavaara är det cirka två mil och mellan Huuki och Kaunisvaara är det 1.8 mil. Till den söder ut liggande kommunhuvudorten Pajala är det cirka 43 kilometer och mellan Huuki och den finska skidorten Ylläs är det sju mil längs väg 940. Den närmaste byn är den finska byn Äkäsjokisuu som ligger på andra sidan älven cirka 3 kilometer fågelvägen från Huuki. Den närmaste svenska byn är Aareavaara som ligger vid riksväg 99 cirka 8 kilometer från Huuki.

## Demografi
Vid folkräkningen år 1890 fanns det 95 personer som var skrivna i byn Huuki och i april 2016 fanns det enligt Ratsit 20 personer över 16 år registrerade med Huuki som adress.

## Namnet
Namnet Huuki är ett finskt namn vars ursprung är oklart. En gissning är att namnet kommer från hukka, vilket betyder varg på finska. Byn har även kallats för Huukki och Huukkis. Formen Huukkis är att betrakta som en försvenskning av Huukki.